# Hilarión Daza
Pour les articles homonymes, voir Daza.
Hilarión Daza Groselle, né le 14 janvier 1840 à Sucre (Bolivie) et mort le 27 février 1894 à Uyuni (Bolivie), est un militaire et homme d'État bolivien qui a été président de la Bolivie de 1876 à 1879.

## Biographie
Daza Groselle est né en 1840 à Sucre (anciennement Chuquisaca), de Marco Grosellé Delgadillo et Juana Daza y Ponce de Léon. Il est le premier de deux enfants, sa sœur, Josefa Alvarez-Daza, étant plus jeune de cinq ans. Il appartenait à une vieille famille créole d'origine catalane, basque, corse, espagnole, italienne, portugaise et amérindienne. Il préférait utiliser le nom de jeune fille de sa mère. Son père avait des moyens modestes, mais son travail acharné et ses sacrifices lui permettaient de maintenir les études militaires d'Hilarion, qui depuis son plus jeune âge faisait preuve d'une grande intelligence et d'ambitions et était capable d'atteindre le sommet de la société bolivienne.
Officier militaire de carrière et originaire de Sucre, Daza est arrivé au pouvoir le 4 mai 1876 lors d'un coup d'État contre le président constitutionnel Tomás Frías. Une grande partie de l'élite financière du pays l'a soutenu en raison de sa volonté de maintenir l'ordre et la stabilité.

### Assassinat de Daza Groselle
Très controversé, Daza a été accusé de la défaite de l'armée bolivienne (depuis lors, la Bolivie a perdu l'accès à l'océan Pacifique).
En 1894, l'ex-président décide de rentrer d'exil de France et d'Italie, confiant qu'il sera déchargé de tout acte répréhensible, qu'il soit illégal ou par incompétence. Les historiens José de Mesa, Teresa Gisbert et Carlos Mesa Gisbert ont écrit qu'il avait été tué pour ne pas pouvoir témoigner au Parlement de La Paz.
En effet, il apparait que les élites boliviennes des mines d'argent liées aux intérêts capitalistes chiliens avaient incité son administration à abandonner son soutien à l'armée péruvienne stationnée à Iquique en stoppant la marche de la division commandée par Narciso Campero à Camarones. La plupart de ces élites étaient associées au Parti conservateur de Bolivie, qui ont été au pouvoir peu de temps après le limogeage de Daza.
Daza Groselle a été assassiné en gare d'Uyuni peu après son entrée sur le sol bolivien le 27 février 1894 ; il avait 54 ans. Le peuple bolivien a imputé la responsabilité de ce crime au gouvernement de Mariano Baptista, alors président de la Bolivie, mais rien n'a jamais été prouvé. Au cours des dernières années, Daza Groselle a été "réhabilité" en tant que président de la Bolivie qui s'est battu pour son pays, mais qui fut tué par des ennemis de la Bolivie.

## Famille
L'arrière-petite-fille de sa sœur, l'artiste Carmen Álvarez-Daza Thomaier, s'est mariée au diplomate et auteur Mariano Baptista Gumucio, l'arrière-petit-fils du président Mariano Baptista.

## Voir également
- Guerre du pacifique
- Mariano Baptista
- Carlos Mesa